# Francesco Fossi
Pour les articles homonymes, voir Fossi.
Francesco Fossi, né le 15 avril 1988 à Florence, est un rameur italien

## Palmarès

### Jeux olympiques d'été
| Discipline       | Londres 2012 Royaume-Uni | Rio 2016 Brésil |
| ---------------- | ------------------------ | --------------- |
| Deux de couple   |                          |                 |
| Quatre de couple | -                        |                 |

### Championnats du monde
| Discipline       | Bled 2011 Slovénie | Plovdiv 2012 Bulgarie | Chungju 2013 Corée du Sud | Amsterdam 2014 Pays-Bas | Aiguebelette 2015 France |
| ---------------- | ------------------ | --------------------- | ------------------------- | ----------------------- | ------------------------ |
| Deux de couple   |                    |                       |                           |                         |                          |
| Quatre de couple |                    |                       | Bronze                    | Argent                  |                          |

### Championnats d'Europe
| Discipline       | Plovdiv 2011 Bulgarie | Varèse 2012 Italie | Séville 2013 Espagne | Belgrade 2014 Serbie | Poznań 2015 Pologne |
| ---------------- | --------------------- | ------------------ | -------------------- | -------------------- | ------------------- |
| Deux de couple   |                       |                    | Or                   |                      |                     |
| Quatre de couple |                       |                    |                      |                      |                     |
| Quatre de pointe | Bronze                |                    |                      |                      |                     |